# سيجي أريهارا
سيجي أريهارا (باليابانية: 有原 誠治، بالروماجي: Seiji Arihara) هو مخرج رسوم متحركةيابانية (أنمي)، ورسام رسوم متحركة. ولد في محافظة أكيتا في عام 1948. وساهم في تأسيس موشي برودكشن.

## أعماله

### أفلام أنمي
- تسوشيما مورو: سايونارا أوكيناوا (1982)
- ثعلب جزيرة تشيرونوبو (1987)
- مطر من نار (1988)
- الاعصار (1989)
- كيمو نو جويجيكا (1990)
- الأمل (1991)
- قطار الفيل (1992)
- الطوفان (1992)
- النجاجية الوحيدة من قنبلة هيروشيما (1993)
- مسرح الحياة (1993)
- شياطين السومو في الحلبة (1994)
- الأسير الهارب (1994)
- كمان النجوم (1994)
- قصة تشوتشان (1996)
- كيكانشا سينسي (1997)
- ناغاساكي 1945 (2005)
- باتينراي!! مينامي نو شيما نو ميزو مونوغاتاري (2008)

## وصلات خارجية
- سيجي أريهارا على موقع IMDb (الإنجليزية)
- سيجي أريهارا على موقع قاعدة بيانات الفيلم (الإنجليزية)